# Ligne principale Hokuriku
La ligne principale Hokuriku (北陸本線, Hokuriku-honsen) est une ligne ferroviaire du réseau JR West dans la région de Hokuriku au Japon. Elle relie la gare de Maibara dans la préfecture de Shiga à celle de Tsuruga dans la préfecture de Fukui. Avec l'arrivée de la ligne Shinkansen Hokuriku, une grande partie de la ligne a été transférée à des compagnies privées.

## Histoire
La ligne a été construite par la Société gouvernementale des chemins de fer japonais. La première section fut ouverte en 1882 entre Nagahama, sur la rive du lac Biwa, et Tsuruga. La section Maibara - Nagahama ouvrit en 1889, et la ligne fut ensuite prolongée à Fukui (en 1896), Kanazawa (en 1898) et Toyama (en 1899). En 1908, la ligne atteignit Uozu, puis Tomari en 1910. À l'extrémité nord, la section Naoetsu - Nadachi ouvrit en 1911, et la ligne fut prolongée à Itoigawa l'année suivante. La dernière section ouvrit en 1913, complétant la ligne.
Avec l'arrivée de la ligne Shinkansen Hokuriku à Kanazawa le 14 mars 2015, l'exploitation de la ligne entre Kanazawa et Naoetsu fut confiée à 3 compagnies privées, appartenant aux préfectures traversées : IR Ishikawa Railway (Kanazawa - Kurikara), Ainokaze Toyama Railway (Kurikara - Ichiburi) et Echigo Tokimeki Railway (Ichiburi - Naoetsu).
L'ouverture du second tronçon de la ligne Shinkansen Hokuriku jusqu'à Tsuruga le 16 mars 2024 entraîne de nouveau le transfert d'une partie de la ligne à des compagnies privées : la section Kanazawa - Daishoji à IR Ishikawa Railway et la section Daishoji - Tsuruga à la nouvelle compagnie Hapi-Line Fukui. De fait la ligne principale Hokuriku ne garde que 45,9 km de tracé entre Maibara et Tsuruga.

## Caractéristiques

### Ligne
- longueur : 45,9 km
- écartement des voies : 1 067 mm
- nombre de voies : 2
- électrification : courant continu 1 500 V
- vitesse maximale : 130 km/h

### Services et interconnexions
les trains suivant de type Limited Express desservent la ligne :
- Thunderbird (vers Osaka)
- Shirasagi (vers Nagoya)

### Liste des gares

#### Section Maibara - Tsuruga
| Numéro | Gare        | Nom japonais | Distance depuis Maibara (km) | Correspondances                                                                                            | Localisation | Localisation        |
| ------ | ----------- | ------------ | ---------------------------- | --- | ------------ | ------------------- |
| JR-A12 | Maibara     | 米原         | 0                            | JR Central : Shinkansen Tōkaidō JR West : Tōkaidō, Biwako (interconnexion) Ohmi Railway : ligne principale | Maibara      | Préfecture de Shiga |
| JR-A11 | Sakata      | 坂田         | 2,4                          | | Maibara      | Préfecture de Shiga |
| JR-A10 | Tamura      | 田村         | 4,7                          | | Nagahama     | Préfecture de Shiga |
| JR-A09 | Nagahama    | 長浜         | 7,7                          | | Nagahama     | Préfecture de Shiga |
| JR-A08 | Torahime    | 虎姫         | 12,8                         | | Nagahama     | Préfecture de Shiga |
| JR-A07 | Kawake (ja) | 河毛         | 15,6                         | | Nagahama     | Préfecture de Shiga |
| JR-A06 | Takatsuki   | 高月         | 18,2                         | | Nagahama     | Préfecture de Shiga |
| JR-A05 | Kinomoto    | 木ノ本       | 22,4                         | | Nagahama     | Préfecture de Shiga |
| JR-A04 | Yogo        | 余呉         | 26,5                         | | Nagahama     | Préfecture de Shiga |
| JR-A03 | Ōmi-Shiotsu | 近江塩津     | 31,4                         | JR West : Kosei (interconnexion)                                                                           | Nagahama     | Préfecture de Shiga |
| JR-A02 | Shin-Hikida | 新疋田       | 39,2                         | | Tsuruga      | Préfecture de Fukui |
| JR-A01 | Tsuruga     | 敦賀         | 45,9                         | JR West : Shinkansen Hokuriku Obama Hapi-Line Fukui : Hapi-Line Fukui                                      | Tsuruga      | Préfecture de Fukui |

#### Section Tsuruga - Kanazawa
Cette section faisait partie de la ligne jusqu'en 2024. Elle est désormais exploitée sous le nom de :
- ligne Hapi-Line Fukui de Tsuruga à Daishōji,
- ligne IR Ishikawa Railway de Daishōji à Kanazawa.

#### Section Kanazawa - Naoetsu
Cette section faisait partie de la ligne jusqu'en 2015. Elle est désormais exploitée sous le nom de :
- ligne IR Ishikawa Railway de Kanazawa à Kurikara,
- ligne Ainokaze Toyama Railway de Kurikara à Ichiburi,
- ligne Nihonkai Hisui d'Ichiburi à Naoetsu.

## Matériel roulant

### Trains express

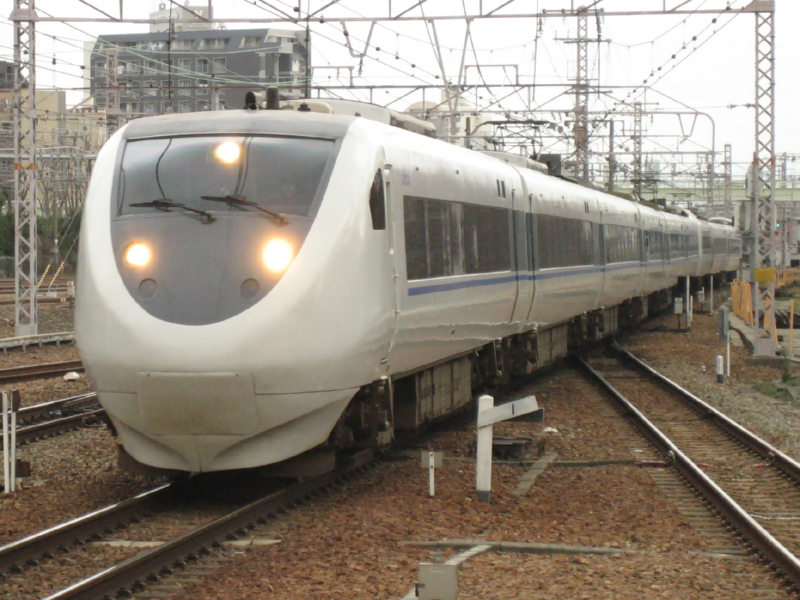
Série 681 (Services Shirasagi, Thunderbird)
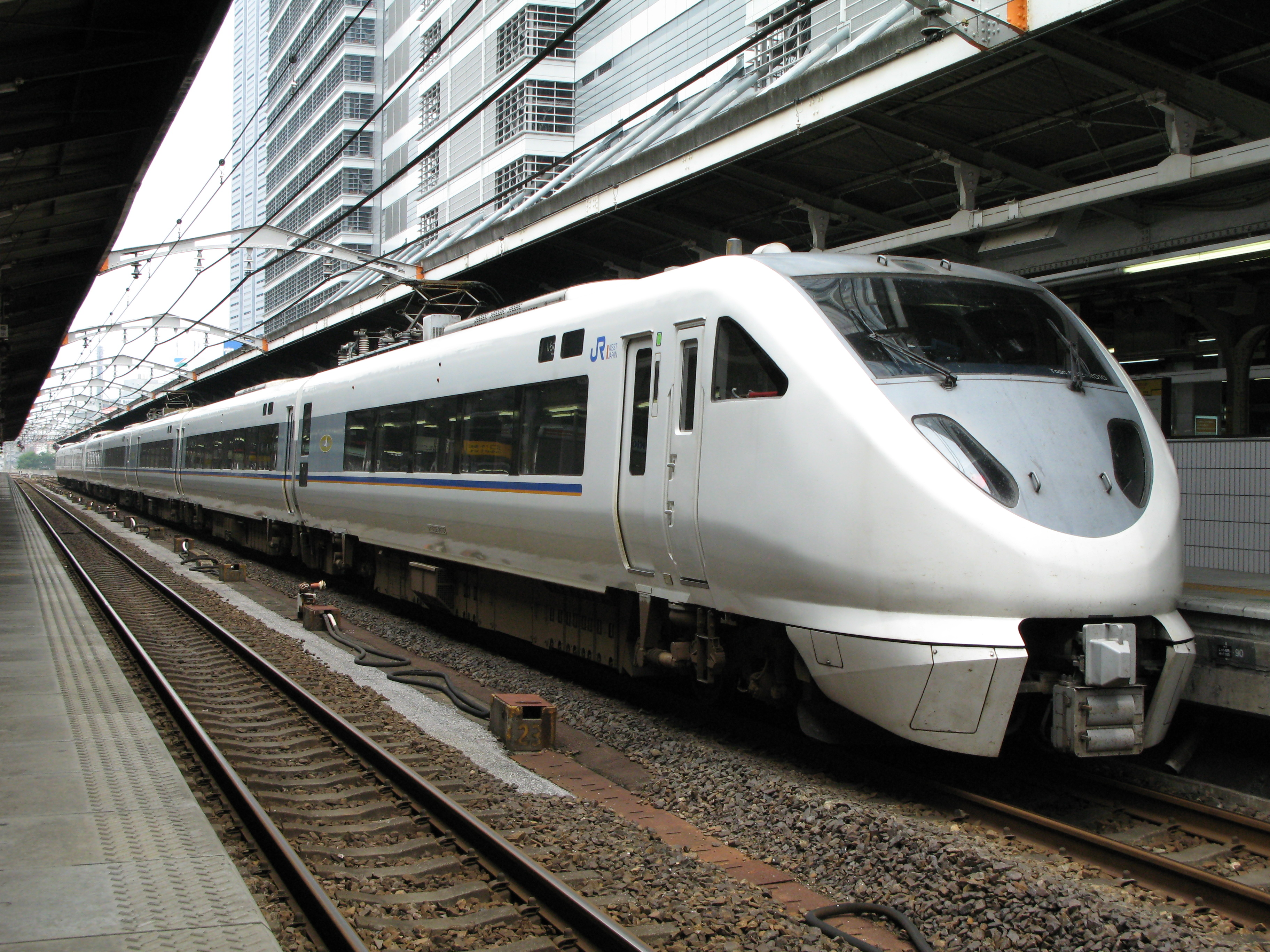
Série 683 (Services Shirasagi, Thunderbird)

### Trains rapides et omnibus

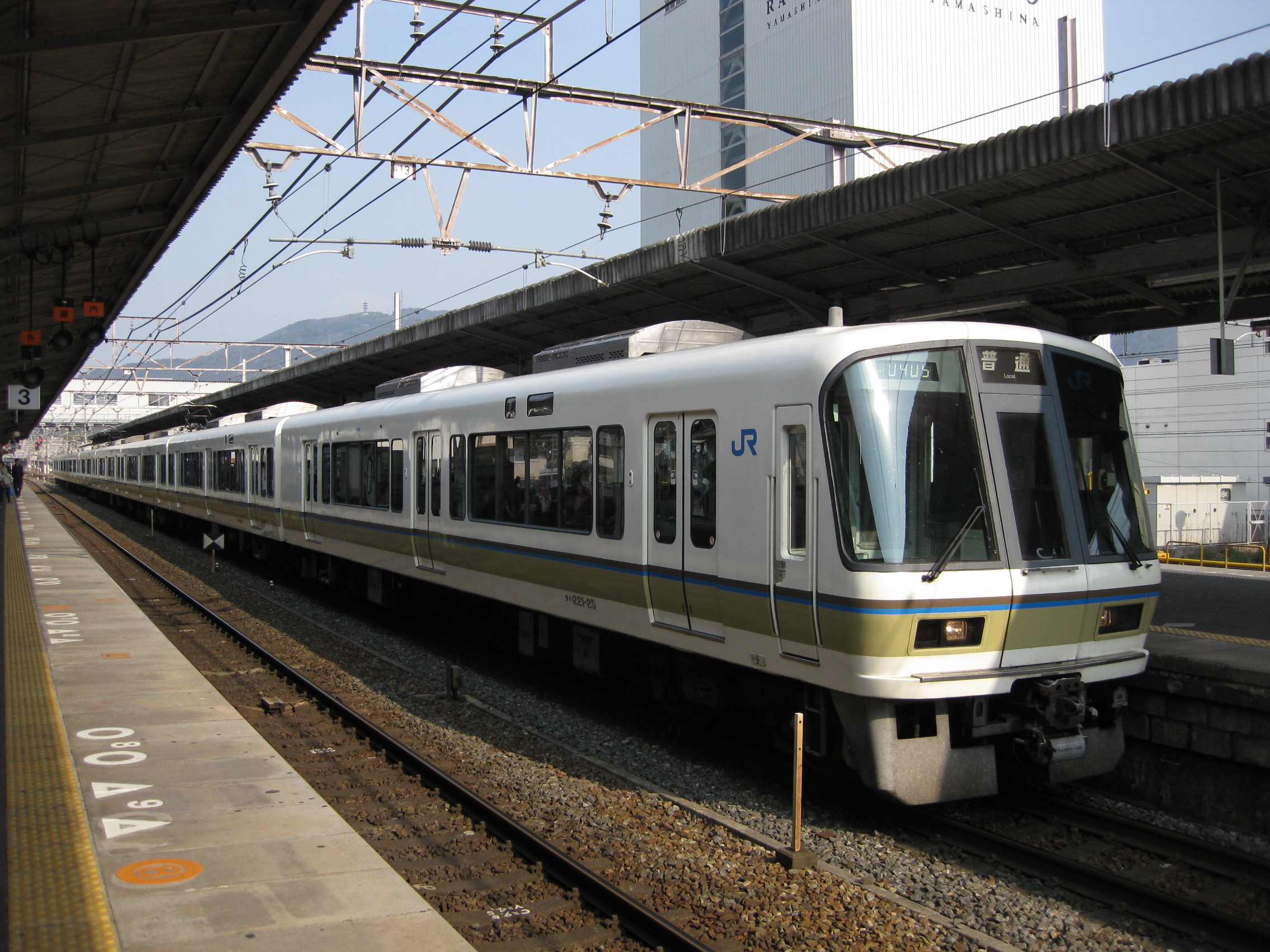
Série 221
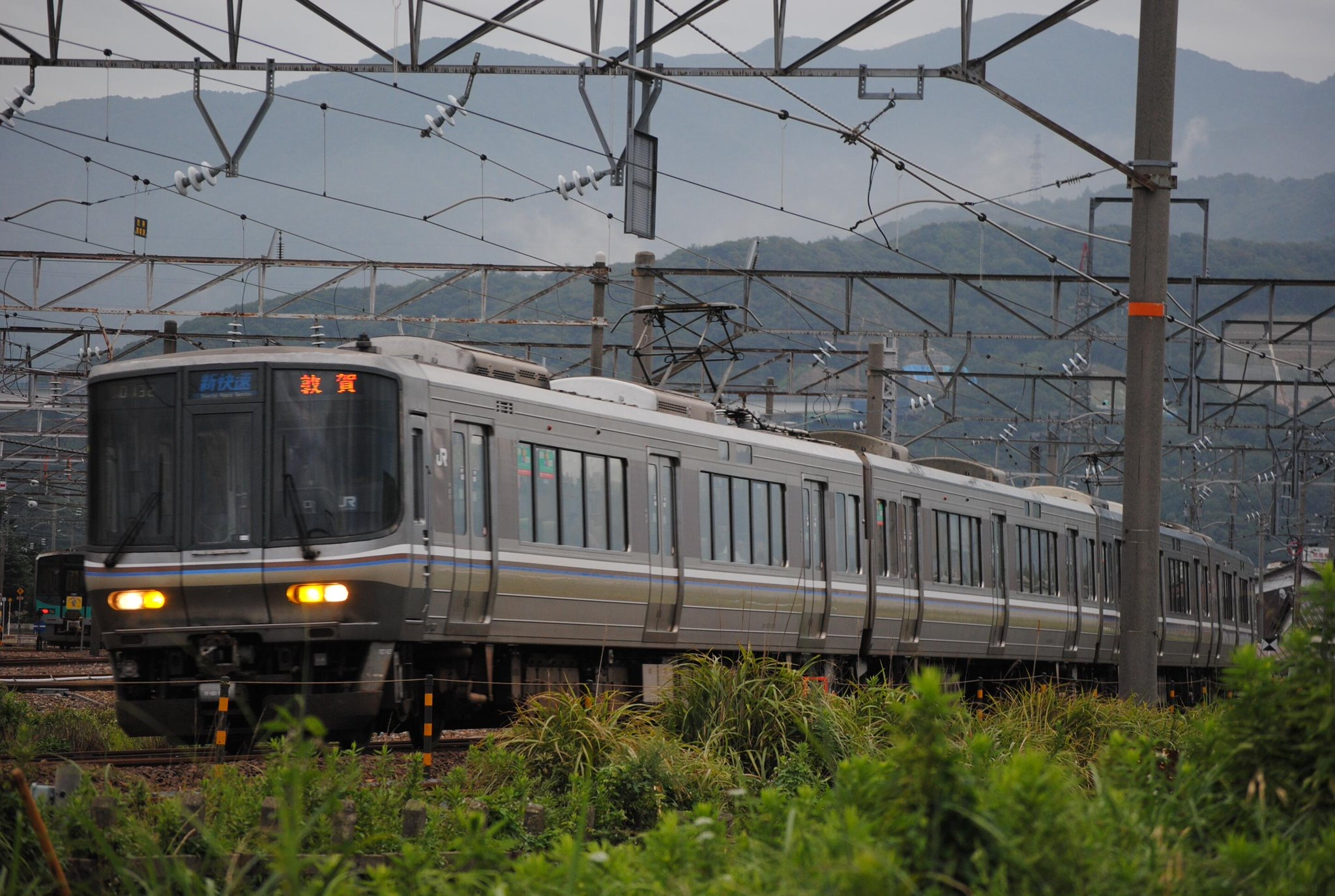
Série 223
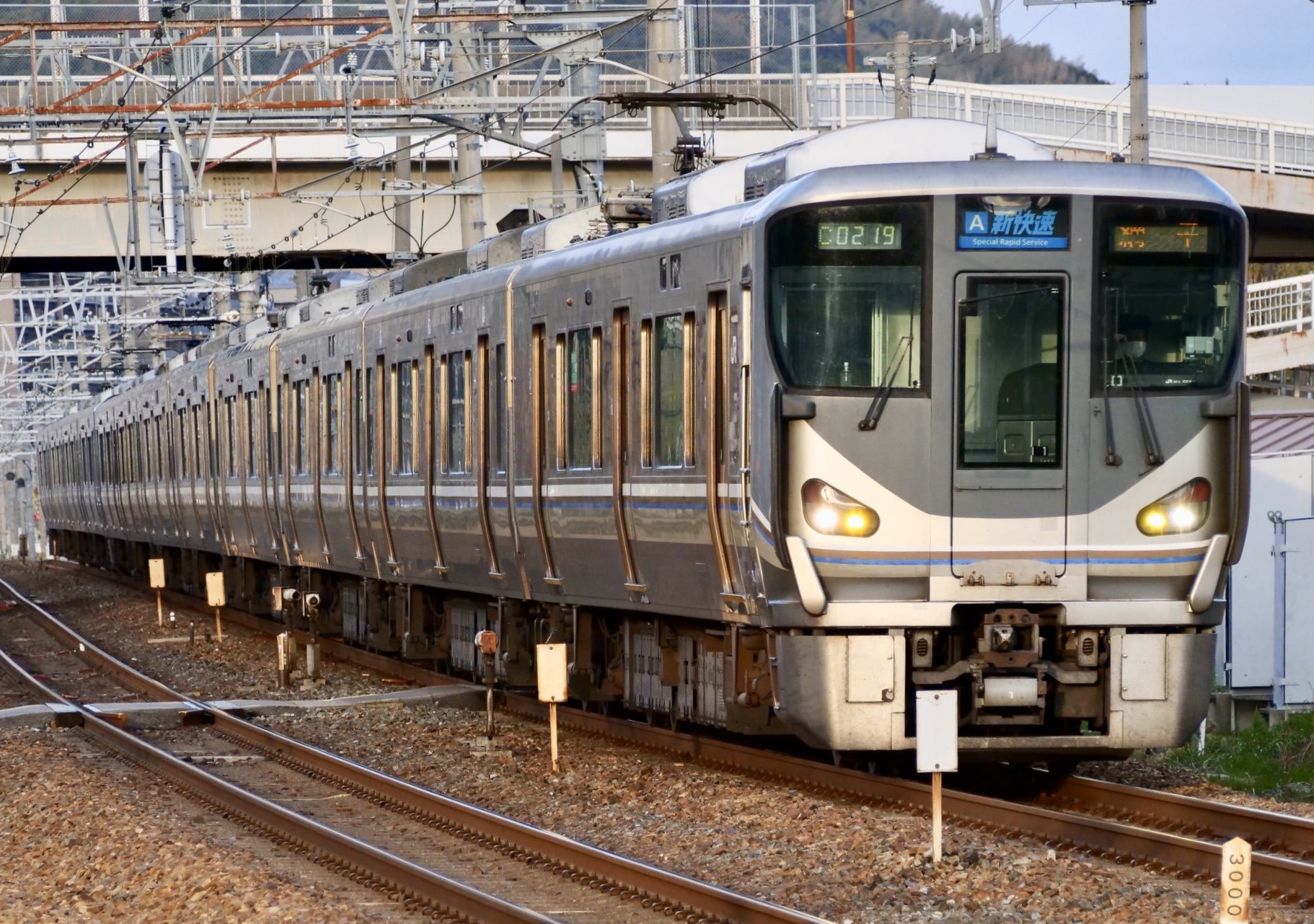
Série 225
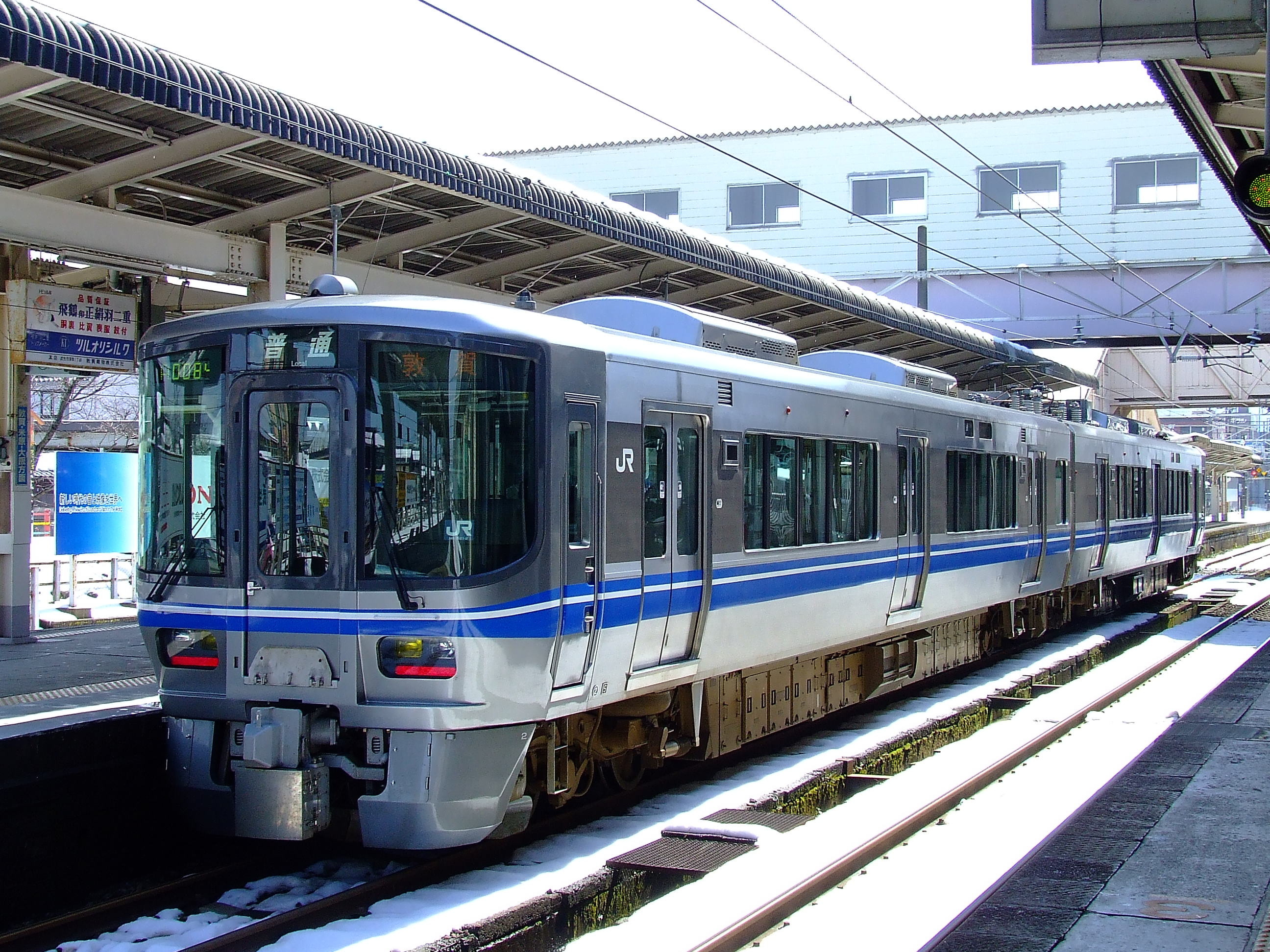
Série 521